# Parapteropyrum tibeticum
Parapteropyrum tibeticum là một loài thực vật có hoa trong họ Rau răm. Loài này được A.J. Li mô tả khoa học đầu tiên năm 1981.